# 米尔恰一世
米尔恰一世（羅馬尼亞語：Mircea cel Bătrân，1355年—1418年1月31日），又称老米尔恰，1386年至1418年为瓦拉几亚大公，中世纪瓦拉几亚最重要的统治者，在1395年的罗文战役中以游击战的形式以少胜多击败奥斯曼帝国的巴耶济德一世的军队，参与1396年的尼科波利斯战役，借助帖木儿帝国对奥斯曼帝国的打击，米尔恰使得瓦拉几亚维持独立。
米尔恰一世在1388年即位。对内加强统治，对外与匈牙利、波兰结盟，共同反对奥斯曼土耳其的入侵。1389年科索沃原野大战，米尔恰一世支援塞尔维亚、阿尔巴尼亚作战失败，土耳其苏丹巴耶济德一世进抵瓦拉几亚边境。1394年10月，他在罗维纳大战中，击败巴耶济德一世，将土耳其军队逐出边境。不久英、法、德、匈、瓦拉几亚等欧洲各国的反土耳其联军在1396年的尼科波利斯战役战役中，因不听他在战术上的忠告，被土耳其击败，瓦拉几亚被迫向土耳其称臣纳贡，每年交纳三千金币贡金。但实际上仍保持着自己的独立。